# 인도어라크로스
인도어라크로스(Indoor lacrosse), 또는 박스라크로스(Box lacrosse)는 라크로스에서 파생된 실내 구기 스포츠이다.

## 같이 보기
- 라크로스
- 세계 라크로스 연맹